# Okeover
Okeover est une paroisse civile du Staffordshire, en Angleterre.